# Strange Angel
Strange Angel é um americano drama histórico de televisão streaming de série que estreou no dia 14 junho, 2018 no sistema CBS All Access . A série é baseada na biografia do mágico e cientista thelêmico Strange Angel: The Otherworldly Life of Rocket Scientist John Whiteside Parsons escrita por George Pendle e foi criada por Mark Heyman, que também é produtor executivo e escreve para o show. Em 29 de outubro de 2018, foi anunciado que a CBS All Access renovou a série para uma segunda temporada que estreou em 13 de junho de 2019. Em novembro de 2019, a série foi cancelada após duas temporadas.

## Premissa
Strange Angel segue a vida de  Jack Parsons, um trabalhador de colarinho azul brilhante e ambicioso de Los Angeles de 1930 que começou como zelador em uma fábrica de produtos químicos, mas teve sonhos fantásticos que o levaram a criar a disciplina desconhecida dos foguetes americanos. Ao longo do caminho, ele caiu em um mundo misterioso que incluía rituais de magia sexual à noite, e ele se tornou um discípulo do ocultista Aleister Crowley . Parsons usou os ensinamentos de Crowley de autoatualização para apoiar seu esforço inimaginável e sem precedentes para as estrelas. " 

## Elenco e personagens

### Principal
- Jack Reynor como Jack Parsons
- Bella Heathcote como Susan Parsons
- Peter Mark Kendall como Richard Onsted
- Greg Wise como Alfred Miller, o mago
- Rupert Friend como Ernest Donovan
- Rade Šerbedžija como Prof. Filip Mešulam
- Zack Pearlman como Samson Hunt
- Keye Chen como Gui Chiang
- Laine Neil como Patty Byrne (2ª temporada; 1ª temporada recorrente), a meia-irmã mais nova de Susan.

### Recorrente
- Michael Gaston como Virgil Byrne, padrasto de Susan.
- Dan Donohue como Professor John Tillman
- Karl Makinen como General Braxton
- Amara Zaragoza como Joan
- Rob Zabrecky como The Minder
- Louis Mustillo como Humphrey
- Randy Oglesby como Padre Shelby
- Veronica Osorio como Marisol
- Elena Satine como Maggie Donovan
- Phil Abrams como Professor Gilford Crompton
- David Wells como Professor George Cleveland
- Kerry O'Malley como a Sra. Byrne, a mãe de Susan.
- Travina Springer como Alice
- Hope Davis como Ruth Parsons, a mãe de Jack.
- Colleen Foy como Cassandra
- Lyliana Wray como a jovem Susan
- Stewart Skelton como reitor
- Todd Stashwick como Marvel Parsons, o pai de Jack.
- Josh Zuckerman como Marvin Nickels

### Convidados
- Eugene Cordero como empregado da Pueblo Powder Company ("Augúrio da Primavera")
- Texas Battle como Murphy ("Ritual of the Rival Tribes")
- Michael Spellman como Earl Kynett ("O Sage")
- Michael Balin como Aleister Crowley (Episódio "The Sacrificial Dance")
- Angus Macfadyen como Aleister Crowley (Episódio "O Magus")
- Daniel Abeles como Lafayette Ronald Hubbard ("Aeon")

## Episódios
| Temporada | Temporada | Episódios | Episódios | Originalmente exibido | Originalmente exibido |
| Temporada | Temporada | Episódios | Episódios | Estreia da temporada  | Final da temporada    |
| --------- | --------- | --------- | --------- | --------------------- | --------------------- |
|           | 1         | 10        | 10        | 14 de junho de 2018   | 16 de agosto de 2018  |
|           | 2         | 07        | 07        | 13 de junho de 2019   | 25 de julho de 2019   |

### Temporada 1 (2018)
| N.º na série | № na temporada | Título                             | Dirigido por        | Escrito por       | Exibição original    |
| ------------ | -------------- | ---------------------------------- | ------------------- | ----------------- | -------------------- |
| 1            | 1              | "Augurs of Spring"                 | David Lowery        | Mark Heyman       | 14 de Junho de 2018  |
| 2            | 2              | "Ritual of Abduction"              | David Lowery        | Mark Heyman       | 21 de Junho de 2018  |
| 3            | 3              | "Ritual of the Rival Tribes"       | Tucker Gates        | Allison Miller    | 28 de Junho de 2018  |
| 4            | 4              | "The Sage"                         | Nelson McCormick    | David DiGilio     | 05 de Julho de 2018  |
| 5            | 5              | "Dance of the Earth"               | Matt Shakman        | Dana Adam Shapiro | 12 de Julho de 2018  |
| 6            | 6              | "The Mystic Circle of Young Girls" | Ben Wheatley        | Silka Luisa       | 19 de Julho de 2018  |
| 7            | 7              | "Glorification of the Chosen One"  | Meera Menon         | John Lopez        | 26 de Julho de 2018  |
| 8            | 8              | "Evocation of the Elders"          | Steph Green         | David Wiener      | 02 de agosto de 2018 |
| 9            | 9              | "Sacrament of the Ancestors"       | Ernest R. Dickerson | Mark Heyman       | 09 de Agosto de 2018 |
| 10           | 10             | "The Sacrificial Dance"            | Kate Dennis         | Mark Heyman       | 18 de Agosto de 2018 |

### Temporada 2
| N.º na série | № na temporada | Título                 | Dirigido por   | Escrito por                                                                 | Exibição original   |
| ------------ | -------------- | ---------------------- | -------------- | --------------------------------------------------------------------------- | ------------------- |
| 11           | 1              | "The Fool"             | Ben Wheatley   | Mark Heyman                                                                 | 13 de Junho de 2019 |
| 12           | 2              | "The Magus"            | Ben Wheatley   | Teleplay por : Sarah Byrd & Mark Heyman Estória por : Sarah Byrd            | 20 de junho de 2019 |
| 13           | 3              | "The Lovers"           | Mark Heyman    | David DiGilio                                                               | 27 de Junho de 2019 |
| 14           | 4              | "The Wheel of Fortune" | Sarah Boyd     | John Lopez                                                                  | 04 de Julho de 2019 |
| 15           | 5              | "The Hanged Man"       | Christina Choe | Teleplay por: Dana Adam Shapiro Estória por: Dana Adam Shapiro & Sarah Byrd | 11 de Julho de 2019 |
| 16           | 6              | "The Tower"            | Sylvain White  | Dagny Atencio Looper                                                        | 18 de Julho de 2019 |
| 17           | 7              | "Aeon"                 | Brooke Kennedy | Mark Heyman                                                                 | 25 de Julho de 2019 |

### Marketing
O primeiro trailer da série foi lançado junto com um pôster promocional em 1º de maio de 2018. Em 23 de maio de 2018, um segundo trailer foi lançado.

### Pré estreia
Em 4 de junho de 2018, a série teve sua estreia oficial no Avalon Hollywood em Los Angeles, Califórnia . O evento contou com a presença de membros do elenco, incluindo Jack Reynor, Bella Heathcote, Zack Pearlman, Elena Satine, Keye Chen, Greg Wise e Rupert Friend .

## Recepção
No site de agregação de resenhas Rotten Tomatoes, a primeira temporada possui um índice de aprovação de 71% com uma classificação média de 6,59 em 10 com base em 17 resenhas. O consenso crítico do site diz: "Uma bela queima lenta, Strange Angel atira nas estrelas, mas se perde um pouco em sua própria órbita."  O Metacritic, que usa uma média ponderada, atribuiu à temporada uma pontuação de 58 em 100 com base em 9 críticos, indicando "críticas mistas ou médias".